# 三段壁

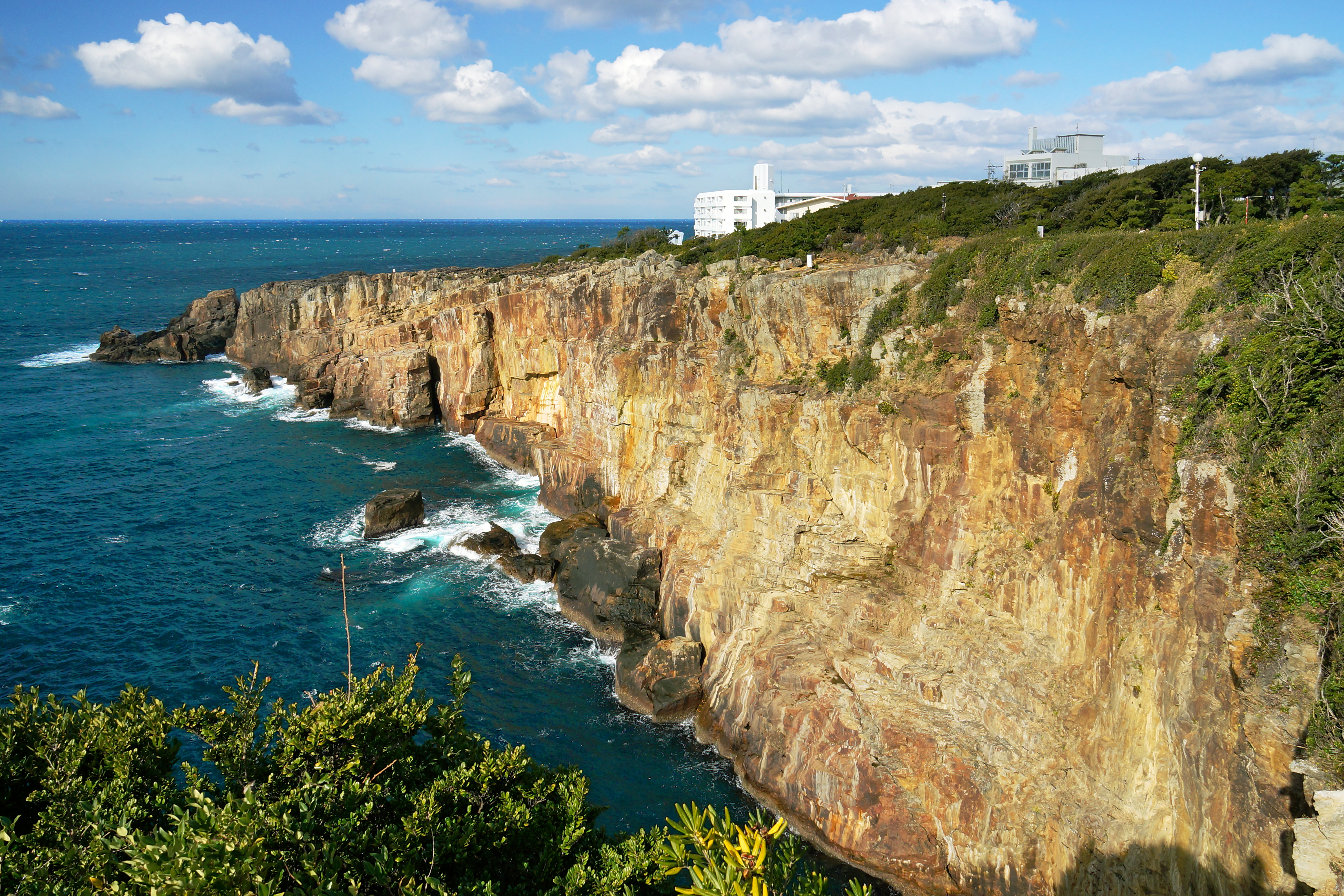
三段壁の南壁全景

三段壁（さんだんべき）は和歌山県西牟婁郡白浜町三段にある自然景勝地（崖）。「円月島（高嶋）・千畳敷・三段壁」の名称で国の名勝に指定されている。

## 概要
紀伊半島南部西海岸は吉野熊野国立公園内、南紀白浜温泉「崎の湯」の1.8km南の海に直立する長さ2km、高さ50m - 60mに及ぶ柱状節理の大岩壁で、断崖絶壁の名勝として知られる。断崖には展望台が設けられており、雄大な南紀の海景を見ることができる。また、地下36mには海蝕洞窟が形成されており、断崖上から地中をエレベーターで降りると洞窟内部を観覧できる（三段壁洞窟）。

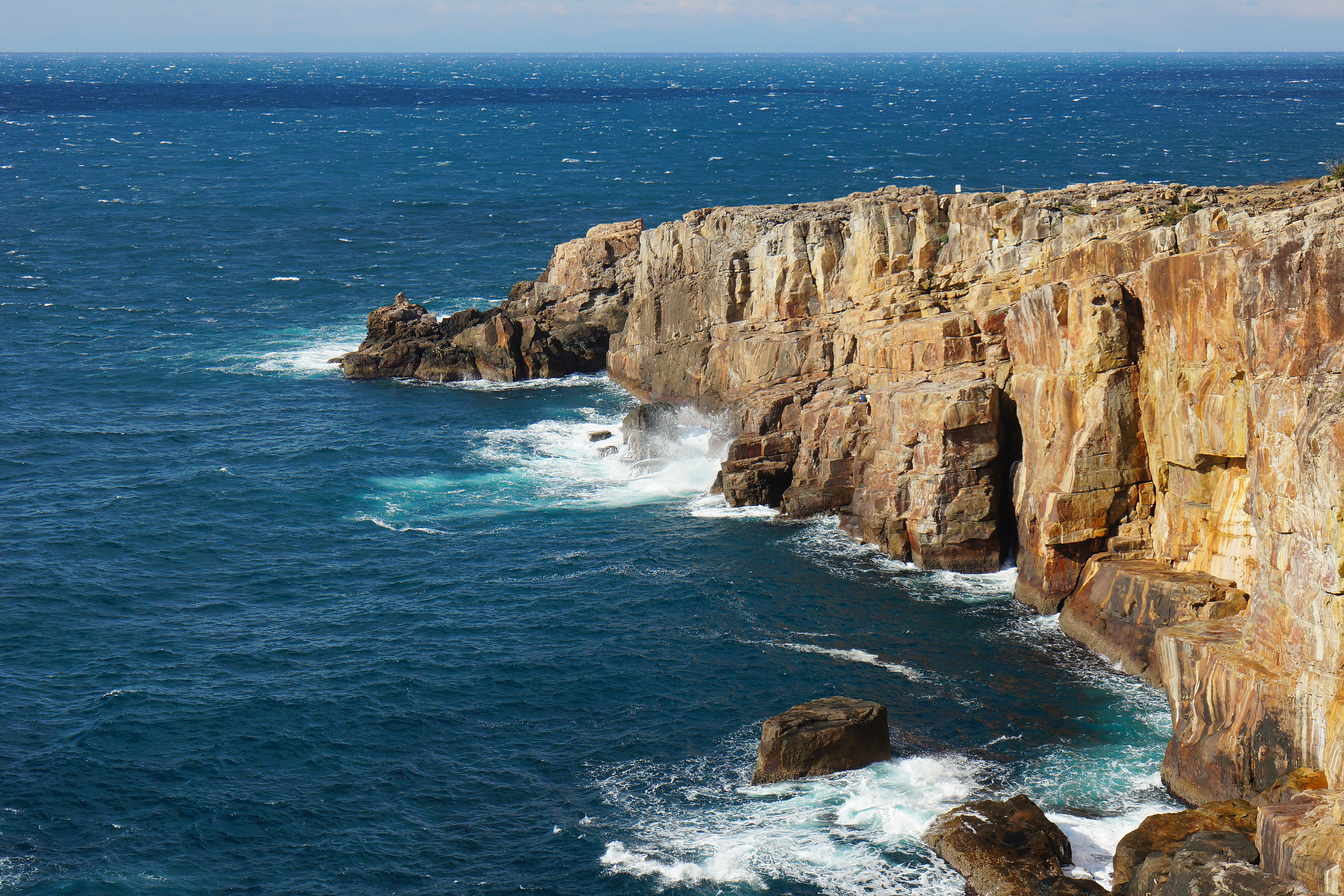
南壁先端の柱状節理
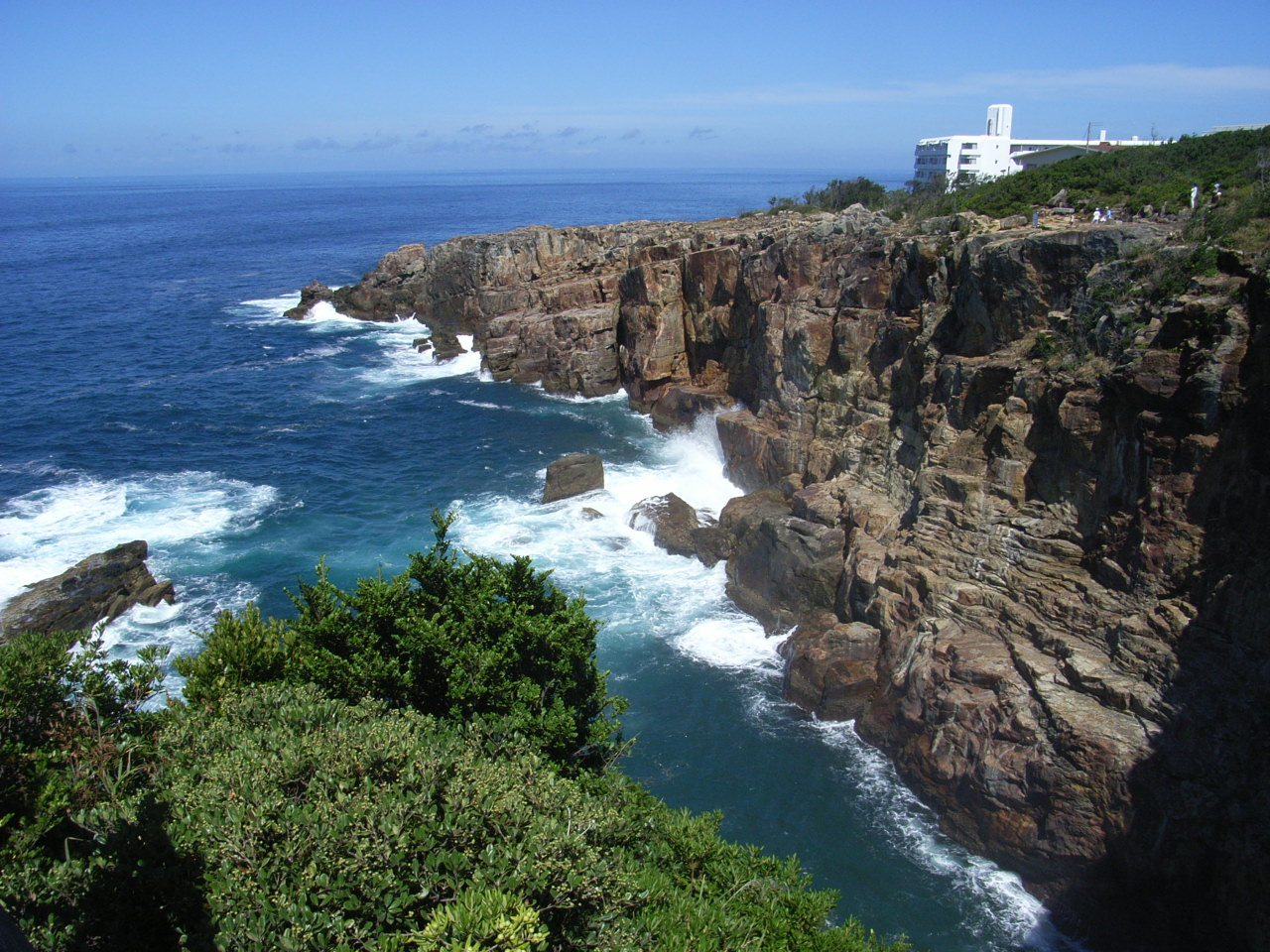
南壁。夏シーズン。
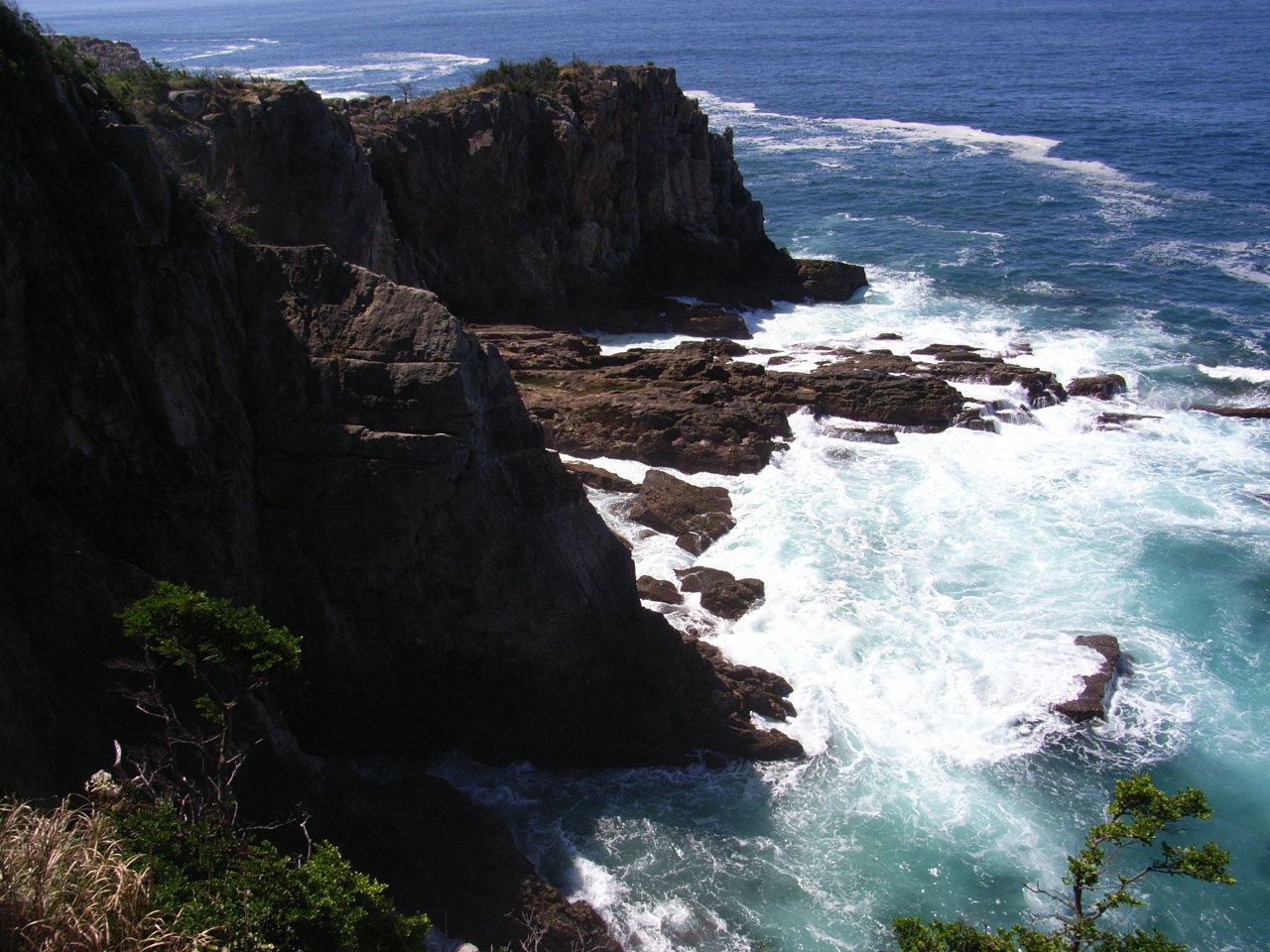
北壁

## 名称の由来
魚の群れ（鯨との説もある）を見つけるための監視場（見段・みだん）があり、これが転じて三段壁（みだんべき・見段壁→みだんぺき→さんだんべき・三段壁）と呼ばれる様になったという説が有力である。

## 恋人の聖地「南紀白浜/三段壁」
三段壁には、あまり人目のつかない茂みの中、悲恋が成就するようにと願いが込められた「口紅の碑」がある。カップルや夫婦で触れるといつまでも一緒に幸せになれるという噂や、好きな人と一緒に触れると両想いになれるという噂もあり近年ではカップルが岩場に座って景色を楽しんでいたり、ウェディング写真を撮影したりと人気のデートスポットになっている。
2016年4月には、プロポーズにふさわしいロマンチックな場所として恋人の聖地に認定されている。また、2016年6月12日（恋人の日）に恋人の聖地認定記念としてハートのモニュメントが展望台横に設置された。ハートのモニュメントには愛鍵（南京錠）をつけることができ、愛鍵は周辺の商店にて販売されている。
2017年には第3回恋人の聖地観光交流大賞を受賞、さらに、2019年には恋人の聖地地域活性化大賞JTB賞を受賞するなど、恋人の聖地として高く評価されている。

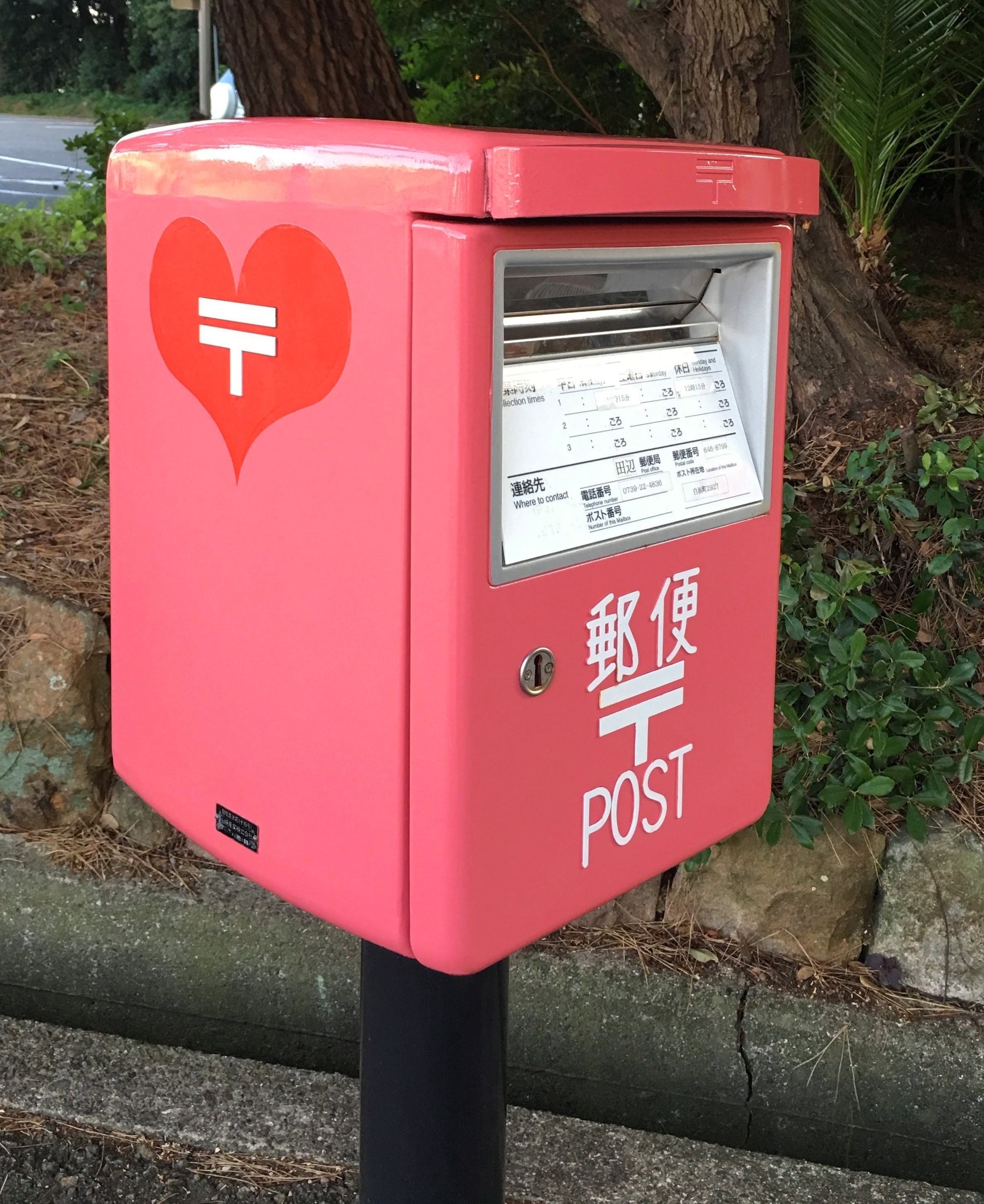
無料駐車場横に設置されている公設のピンクポスト
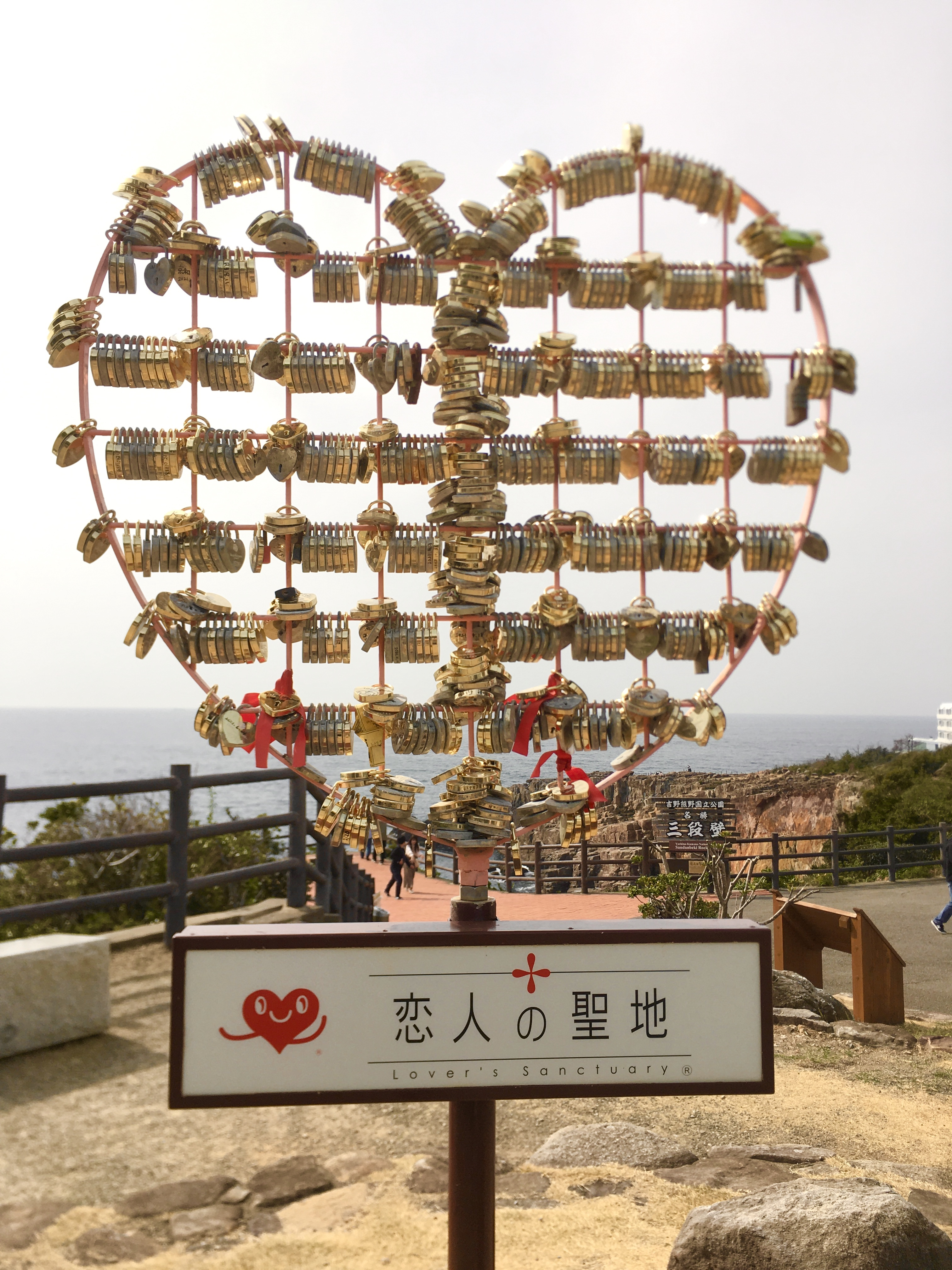
周辺の商店で販売されている愛鍵をつけることができるモニュメント
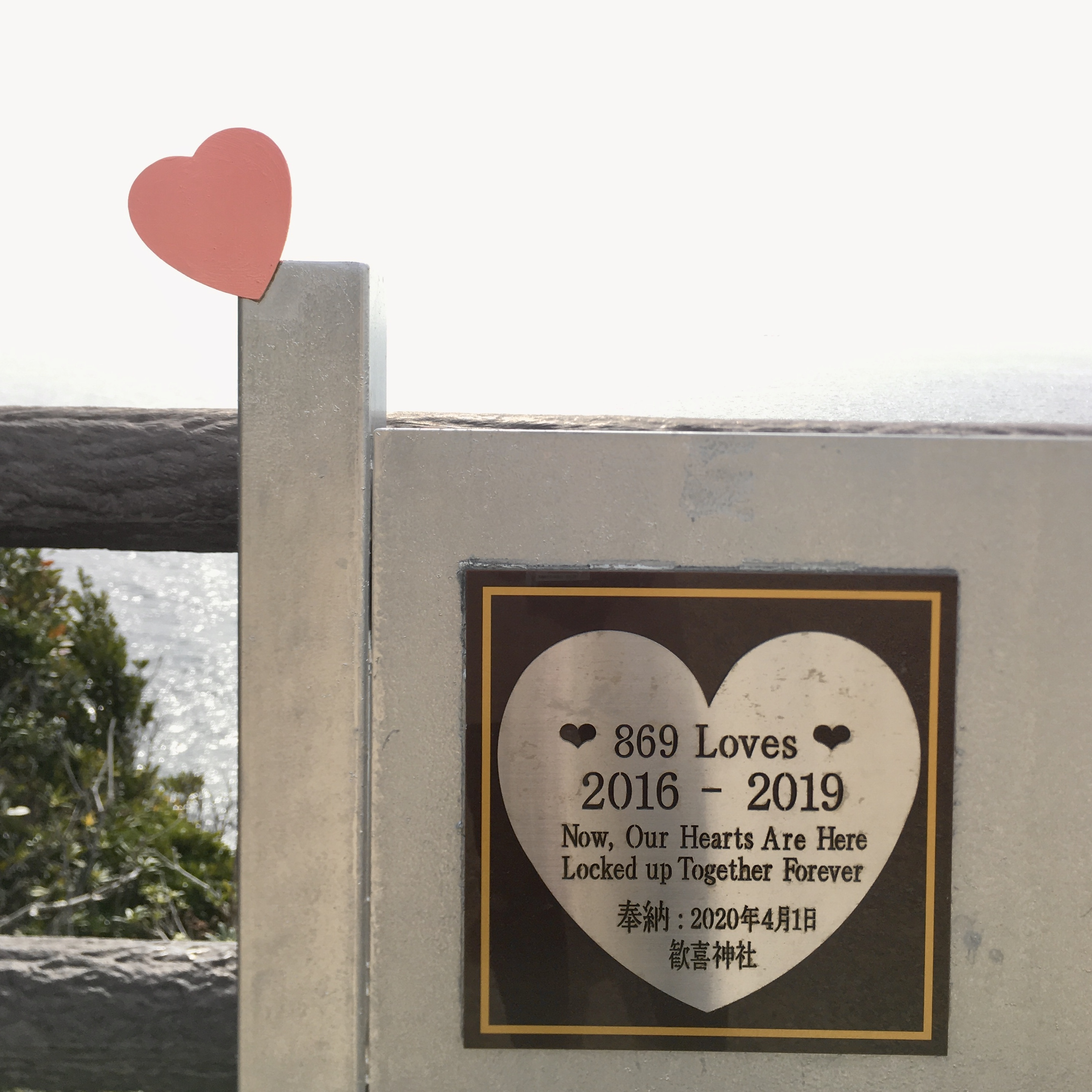
ハートのモニュメントに付けられた愛鍵はいっぱいになると歓喜神社へ奉納される。

## サドンロック
2018年9月に平成30年台風第21号が日本を直撃した後、三段壁上に巨大な岩石が出現したことが確認された。この岩石は2021年に名称が募集され、サドンロックと命名された。

## 周辺
- 千畳敷（徒歩8分）
- 平草原公園（徒歩25分）
- 白良浜（徒歩30分）
- 円月島
- 三段壁洞窟

## その他
- 2016年10月16日には、Red Bull主催のCliff Diving・ワールドシリーズが開催された。[8]

- 高所からの転落防止及び防犯対策のため、監視カメラの設置・白浜警察署や白浜町・NPO法人白浜レスキューネットワーク・白浜町社会福祉協議会などが連携し、三段壁周辺パトロールが継続的に行われている。

## 交通
- JR紀勢本線（きのくに線） 白浜駅から明光バス「三段壁」行きで23分、終点下車、徒歩約2分
- また、高速バス・白浜エクスプレス大阪号・白浜ブルースカイ号もバス停「三段壁」に停車する（要事前予約）。